# بابلو كاسالس
عازف التشيلو الكاتالونية الاسبانية وقائد فرقة موسيقية، وعازف الكمان البارز في النصف الأول من القرن العشرين. قام بوضع عدة تسجيلات خلال حياته من العزف المنفرد والحجيرة وموسيقا الاوركسترالية ولكن عمله الأبرز كان تسجيله لمتتاليات الموسيقي الألماني باخ حيث عثر عليها كاسالس في متجر لبيع السلع المستعملة فتغير بعدها مجرى حياته وتاريخ الموسيقى نفسه، حيث أمضى 12 من حياته في إتقانها قبل عزفها أمام الجمهور.

## أقوال
| بابلو كاسالس | حب الوطن شيء جميل، لكن لماذا يجب أن يتوقف الحب عند الحدود؟ | بابلو كاسالس |

## روابط خارجية
- بابلو كاسالس على موقع IMDb (الإنجليزية)
- بابلو كاسالس على موقع الموسوعة البريطانية (الإنجليزية)
- بابلو كاسالس على موقع مونزينجر (الألمانية)
- بابلو كاسالس على موقع ألو سيني (الفرنسية)
- بابلو كاسالس على موقع ميوزك برينز (الإنجليزية)
- بابلو كاسالس على موقع أول موفي (الإنجليزية)
- بابلو كاسالس على موقع قاعدة بيانات الأفلام السويدية (السويدية)
- بابلو كاسالس على موقع إن إن دي بي (الإنجليزية)
- بابلو كاسالس على موقع ديسكوغز (الإنجليزية)
- بابلو كاسالس على موقع قاعدة بيانات الفيلم (الإنجليزية)